# Coelioxys togoensis
Coelioxys togoensis är en biart som beskrevs av Heinrich Friese 1922. Coelioxys togoensis ingår i släktet kägelbin, och familjen buksamlarbin. Inga underarter finns listade i Catalogue of Life.